# 新穂えりか
新穂 えりか（にいぼ えりか、1991年10月9日 - ）は、日本の女優。福島県会津若松市出身で、神奈川県横浜市育ち。関東学院高等学校、青山学院大学卒業。

## 略歴・人物
芸能界入りのきっかけは母親がオーディションに申し込んだ事から。
1994年にデビューし、1999年から2004年まで『大好き!五つ子』シリーズの桜井美穂役を演じ、世間に広く知られるようになる。
身長150cm。スリーサイズはB73/W57/H75。
趣味は映画鑑賞、音楽鑑賞。特技はスポーツ全般。スキー2級の免許を保持している。
本人曰く長所は「ずっと笑っていられること」。短所は「飽きっぽいところ」。好きな色は水色。
かつてはファイブ☆エイトから夏木プロダクションに所属していた。

## 出演作品

### 連続テレビドラマ
- 協奏曲（1996年10月-1996年12月、TBS系）- 最終話・子役
- ぽっかぽか3（1996年12月-1997年2月、TBS系・愛の劇場）- あすかの従兄妹・小林恵役
- あぐり（1997年4月-10月、NHK・朝の連続テレビ小説）- 第103-107話・望月和子役
- まかせてダーリン（1998年1月-3月、TBS系東芝日曜劇場）- 奈央役
- 先生知らないの?（1998年4月-6月、TBS系）
- 天国に一番近い男（1999年1月-3月、TBS系）- 天現寺あい役
- 君といた未来のために（1999年1月-3月、日本テレビ系）
- 大好き!五つ子 シリーズ1-6（1999年-2004年（いずれも夏季に放送）、TBS系・愛の劇場）- 桜井美穂役
- チープラブ（1999年10月-12月、TBS系）
- 仮面ライダークウガ（2000年1月-2001年1月、テレビ朝日系）- 第2話
- 子連れ狼（2002年10月-12月、テレビ朝日系）
- 仮面ライダー555（2003年1月-2004年1月、テレビ朝日系）- 第18話、19話・倉田恵子役
- 功名が辻（2006年1月-12月、NHK大河ドラマ）- 小督役
- 恋して悪魔〜ヴァンパイア☆ボーイ〜（2009年7月-9月、関西テレビ・フジテレビ系）- 大崎亜梨沙 役

### 単発テレビドラマ
- 好きやねん父ちゃん! シリーズ1-3（1994年-1996年、TBS系）- 本田桃子役
- 地方記者・立花陽介6 鎌倉湘南通信局（1995年8月15日、日本テレビ系）- 鳥山役
- 天国まで届けボクのシンバル! 病院内学級物語（1998年12月、TBS系）
- 天国に一番近い男 炎の命がけスペシャル（1999年9月24日、TBS系）- 天現寺あい役
- はぐれ刑事純情派 新春スペシャル（2003年1月3日、テレビ朝日系）- 夏川あかね役
- はぐれ刑事純情派 （放送日不明、テレビ朝日系）- 田代望役

### バラエティ番組
- 王様のブランチ 大好き!五つ子と行く一足早く秋を探すたびin日光霧降高原（2002年夏、TBS）

### 教育番組
- NHK高校講座 ベーシック10（2010年、NHK）

### 映画
- 隧穴幻想 トンカラリン夢伝説（1998年、三池崇史監督）
- なで肩の狐（1999年、渡辺武監督）
- 陰獣（2008年、バーベット・シュローダー監督）

### CM
- タカラ「せんせい」（1996年）
- 理研ビタミン「無添加本かつおだし・いりこだし」（2000年）
- 進研ゼミ（2000年）